# 分裂補題
数学、より具体的にはホモロジー代数学において、分裂補題（ぶんれつほだい、splitting lemma）は次のようなものである。任意のアーベル圏において、短完全列に対する以下のステートメントは同値である。
写像が q と r の短完全列
{\displaystyle 0\rightarrow A{\overset {q}{\longrightarrow }}B{\overset {r}{\longrightarrow }}C\rightarrow 0}
が与えられたとし、追加の矢印 t と u を存在しないかもしれない写像に対して書く。
{\displaystyle 0\rightarrow A{{q \atop \longrightarrow } \atop {\longleftarrow  \atop t}}B{{r \atop \longrightarrow } \atop {\longleftarrow  \atop u}}C\rightarrow 0.}
このとき以下のステートメントは同値である。
1. 左分裂 (left split)写像 t: B → A が存在して tq は A 上恒等写像である。
2. 右分裂 (right split)写像 u: C → B が存在して ru は C 上恒等写像である。
3. 直和 (direct sum)B は A と C の直和に同型で、q は A の自然な入射に一致し、r は C への自然な射影に一致する。
短完全列は上のステートメントのどれかが成り立てば分裂する (split) という。
（「写像」という言葉は考えているアーベル圏の射を意味し、集合の間の写像ではない。）
注意： 完全列 {\displaystyle 0\rightarrow A\longrightarrow A\oplus C\longrightarrow C\rightarrow 0} は分裂するとは限らない。
この補題によって第一同型定理を精密化することができる。
- 第一同型定理は上記の短完全列において {\displaystyle C\cong B/q(A)} （すなわち "C" は "r" の余像あるいは "q" の余核に同型である）ということを述べている。
- 列が分裂すれば、{\displaystyle B=q(A)\oplus u(C)\cong A\oplus C} であり、第一同型定理は単に C の上への射影である。

それは線型代数学の（{\displaystyle V\cong \ker T\oplus \operatorname {im} \,T} の形での）階数・退化次数の定理の圏論的一般化である。
See also splitting lemma in  singularity theory.

## 証明
まず、(3) から (1) と (2) が従うことを示すためには、(3) を仮定し t として直和から A への自然な射影をとり、u として C から直和への自然な入射をとる。
(1) ならば (3) を示すために、B の任意の元は集合 (ker t + im q) に入っていることに注意する。これは B のすべての b に対して b = (b - qt(b)) + qt(b) であることから従う。qt(b) は明らかに im q の元であり (b - qt(b)) は 
t(b - qt(b)) = t(b) - tqt(b) = t(b) - (tq)t(b) = t(b) - t(b) = 0
だから ker t に入っている。
次に、im q と ker t の共通部分は 0 である、なぜならば q(a) = b なる A の元 a が存在して t(b) = 0 であれば、0 = tq(a) = a であるから b = 0 である。
このことより B は im q と ker t の直和である。したがってすべての B の元 b に対して b は一意的に A の元 a と ker t の元 k であって b = q(a) + k なるもので識別できる。
完全性から ker r = im q である。部分列 B → C → 0 から r は上への写像である。それゆえ任意の C の元 c に対して b = q(a) + k が存在して c = r(b) = r(q(a) + k) = r(k)。したがって任意の C の元 c に対して ker t の元 k が存在して c = r(k), and r(ker t) = C。
r(k) = 0 であれば k は im q に入る。im q と ker t の共通部分は 0 であるから、k = 0 である。したがって射の制限 r : ker t → C は同型射であり ker t は C に同型である。
最後に、im q は 0 → A → B の完全性により A と同型である。なので B は A と C の直和に同型であり (3) が証明される。
(2) ならば (3) を示すために、同様の議論をする。B の任意の元は集合 ker r + im u に入る。すべての B の元 b に対し b = (b - ur(b)) + ur(b) であってこれは ker r + im u に入っている。ker r と im u の共通部分は 0 である、なぜならば r(b) = 0 かつ u(c) = b であれば 0 = ru(c) = c。
完全性から im q = ker r で、q は単射だから、im q は A と同型で、A は ker r と同型である。ru は全単射だから、u は単射でありしたがって im u は C と同型である。なので B は再び A と C の直和である。

### 他の証明
http://math.stackexchange.com/questions/748699/abstract-nonsense-proof-of-the-splitting-lemma/753182#753182

## 非可換群
ここに述べられた形では、分裂補題はアーベル圏でない群の圏全体においては成り立たない。

### 部分的には正しい
それは部分的には正しい。群の短完全列が左分裂あるいは直和であれば（条件1または3）、条件のすべてが成り立つ。直和に対してはこれは明らかである。直和成分から入射あるいはそれへ射影できるからだ。左分裂列に対しては、写像 {\displaystyle t\times r\colon B\to A\times C} が同型を与えるので、B は直和（条件3）であり、したがって同型を逆にして自然な入射 {\displaystyle C\to A\times C} と合成すれば r を分裂させる入射 {\displaystyle C\to B} を得る（条件2）。
しかしながら、群の短完全列が右分裂であっても（条件2）、左分裂あるいは直和である必要はない（条件1も3も従わない）。問題は右分裂の像が正規である必要はないことだ。この場合に正しいのは、B は、一般には直積ではないが、半直積ではあるということである。

### 反例
反例を構成するために、最小の非アーベル群である3文字の対称群 {\displaystyle B\cong S_{3}} をとる。A で交代部分群を表し、{\displaystyle C=B/A\cong \{\pm 1\}} とする。q と r をそれぞれ包含写像と符号写像とすると、
{\displaystyle 0\rightarrow A{\stackrel {q}{\longrightarrow }}B{\stackrel {r}{\longrightarrow }}C\rightarrow 0\,}
は短完全列である。{\displaystyle S_{3}} はアーベルでないので、条件 (3) は成り立たない。しかし条件 (2) は成り立つ。u: C → B を生成元を任意の2次の巡回置換に写すことで定義できる。完全にするために条件 (1) が成り立たないことに言及しよう。任意の写像 t: B → A はすべての2-サイクルを単位元に写さなければならない、なぜならば写像は群準同型でなければならないが、2-サイクルの位数は2であり A の元の位数は単位元を除いて A は {\displaystyle S_{3}} の交代部分群すなわち位数3の巡回群なので3であるがそれで割り切れない。なので t は自明な写像で、それゆえ tq: A → A も自明であり、恒等写像ではない。